# بوداق منشی قزوینی
بوداق منشی قزوینی در قزوین متولد شد. وی از منشیان دولت صفوی و تاریخ‌نگار بود.

## زندگی‌نامه
بوداق منشی قزوینی، در سال ۹۱۶ ق. در قزوین به دنیا آمد و پس از آن که مقدمات تحریر دیوانی را در یکی از مکاتب قزوین فراگرفت، در چهارده سالگی، به عنوان نویسنده و محرر وارد «دفترخانه همایون» شد و بعد از یک سال با همان سمت در دفتر رسیدگی و نظارت بر اموال نقدی و جنسی بیوتات سلطنتی (ارباب التحاویل)، به خدمات خود ادامه داد.
از شرح حال و زندگانی وی در منابع تاریخی و تذکره‌هایی که از روزگار صفوی به یادگار باقی مانده، مطلبی به دست نمی‌آید. در میان آثار متاخر نیز کمتر اثری است که به ذکر نام و تالیف او پرداخته باشد.
تنها منبع در مورد زندگی نامه وی، تنها اثر او به نام «جواهر الاخبار» بوده که تاریخ عمومی جهان و ایران است.